# 3990 Heimdal
A 3990 Heimdal (ideiglenes jelöléssel 1987 SO3) egy kisbolygó a Naprendszerben. Poul Jensen fedezte fel 1987. szeptember 25-én.